# Jai Taurima
Jai Desmond Taurima (* 26. Juni 1972 in Southport, Queensland) ist ein ehemaliger australischer Weitspringer. 
Taurima war 1994 mit 7,87 m Sechster bei den Commonwealth Games geworden. Vier Jahre später wurde er Zweiter hinter seinem Landsmann Paul Burge, wobei beide 8,22 m weit sprangen. Bei den  Weltmeisterschaften 1999 in Sevilla verbesserte er seine persönliche Bestleistung auf 8,35 m. Das reichte nur zum vierten Platz, aber Taurima lag nur fünf Zentimeter hinter dem Zweiten, dem Lokalmatador Yago Lamela. Lediglich Iván Pedroso aus Kuba lag als Weltmeister deutlich vorn.
Bei den Olympischen Spielen 2000 in Sydney musste sich Pedroso erneut mit einem Lokalmatador auseinandersetzen. Nach drei Versuchen führte Taurima 8,34 m. Im vierten Versuch steigerte sich Pedroso auf 8,41 m. Taurima verbesserte seine persönliche Bestleistung und den Ozeanienrekord auf 8,40 m. Pedrosos fünfter Versuch war ungültig, Taurima steigerte seinen Rekord noch einmal auf 8,49 m. Im sechsten und letzten Versuch übernahm Pedroso mit 8,55 m erneut die Führung. Als letzter Springer im Wettbewerb kam Taurima nur auf 8,28 m. Pedroso gewann Gold, Taurima Silber.
In den Jahren 2001 und 2002 gelang Taurima nicht mehr viel, dann beendete er seine Karriere. Bei einer Größe von 1,88 m hatte er ein Wettkampfgewicht von 80 kg. 